# Ingeborg Hyldahl
Ingeborg Mathilde Hyldahl (født 11. marts 1880 i Sæby, død 4. april 1955 i København) var en dansk tegner.
Som tegner og illustrator finder man hendes tegninger overalt blandt børnebøger, julehefter, almanakker og ugeblade i perioden 1905-1950. Hun er mest kendt for forsideillustrationerne til børnebogstrilogien om Tudemarie, skrevet af Maria Andersen og Gudrun Eriksen.